# مضارب بني قرقاص (مسلسل)

## متى عرض
مضارب بني قرقاص، مسلسل كوميدي خليجي سعودي من إنتاج قناة فنون وروتانا خليجية والعرض الأول 20 يوليو 2012 

## فريق الممثلين
من بطولة الممثلون:

علي المدفع 

سعد المدهش 

حمد المزيني 

حسن البلام 

بشير الغنيم 

فخرية خميس 

خالد العجيرب 

ريماس منصور 

نجلاء عبد الله 

عبد الإله الحركان 

راشد المدهش 

وفاء مكي 

سعد الصالح 

عبد العزيز المبدل 

محمد الغايب 

زارا البلوشي 

شهاب حاجية 

سارة الجابر 

سامي حازم 

عبد الإله المتعب 

مشجع مسفر 

عبد الله السناني 

فهد العمر 

شجاع الحمود 

تأليف سعد المدهش وإخراج قصي الحديدي. 

## وصلات خارجية
- مقدمة مسلسل مضارب بني قرقاص على يوتيوب